# 김선갑
김선갑(金善甲, 1960년 6월 25일~)은 대한민국의 정치인이다. 제9대 서울특별시 광진구청장이다.

## 학력
- 돈암국민학교 졸업
- 염광중학교 졸업
- 대일고등학교 졸업
- 수원대학교 무역학 학사
- 서울시립대학교 도시과학대학원 사회복지학 석사과정 졸업
- 서울시립대학교 대학원 사회복지학 박사과정 수료

## 경력
- 민주당 문화교육국 문화부장
- 민주당 대변인실 자료부장
- 민주당 대외협력위원회 위원
- 민주당 중앙위원
- 1992~1995: 민주당 제14대 국회의원 강수림 정책담당 특별보좌역
- 1992~1995: 민주당 서울특별시 지부 성동구 병 지구당 구의3동 연락소장
- 1992~1995: 민주당 서울특별시 지부 성동구 병 지구당 지방자치발전협의회 구의3동 지역회장
- 1995.07~1998.06: 제2대 서울특별시 광진구의회 의원(민선 1기, 서울 광진구 구의제3동 선거구, 무소속, 초선)
  - 제2대 서울특별시 광진구의회 총무재무위원회 간사
  - 광진의정연구회 간사
- 1996~2000: 새정치국민회의 개혁위원
- 1996~1998: 새정치국민회의 서울특별시 지부 광진구 을 지구당 구의3동 지방자치위원장
- 1997: 제15대 대통령 선거 새정치국민회의 김대중 대통령 후보 서울특별시 지부 광진구 을 공동선거대책위원회 유세위원장
- 1998.07~2002.03: 제3대 서울특별시 광진구의회 의원(민선 3기, 서울 광진구 구의제3동, 무소속, 재선)
  - 1998.07~2000.06: 제3대 서울특별시 광진구의회 운영위원회 위원장
  - 2000.07~2002.03: 제3대 서울특별시 광진구의회 후반기 부의장
- 구의3동 주민자치위원회 상임고문
- 2000~2004: 새천년민주당 중앙위원
- 2002.07~2004.05: 새천년민주당 제16대 국회의원 추미애 의원실 보좌관
- 2002: 제16대 대통령 선거 새천년민주당 노무현 대통령 후보 서울특별시 지부 광진구 을 선거대책위원회 본부장
- 서울특별시 광진구 자활후견기관 자문위원
- 생활체육 광진구 등산연합회 고문
- 광진구 도시계획위원회 위원
- 한국지방자치정책센터 기획위원장
- 2008~2010: 민주당 서울특별시당 광진구 을 지역위원회 노사정책특별위원장
- 2010.07~2014.06: 제8대 서울특별시의회 의원(민선 5기, 서울 광진구 제3선거구, 민주당→민주통합당→민주당→새정치민주연합, 초선)
  - 2011.09~2012.08: 제8대 서울특별시의회 정책연구위원회 위원장
  - 2012.10~2013.10: 제8대 서울특별시의회 예산결산특별위원회 위원장
- 2011. 10: 2011년 하반기 재보궐선거 무소속 박원순 서울특별시장 후보 정책자문단
- 2014.07~2018.03: 제9대 서울특별시의회 의원(민선 6기, 서울 광진구 제3선거구, 새정치민주연합→더불어민주당, 재선)
  - 2014.07~2016.06: 제9대 서울특별시의회 전반기 보건복지위원회 위원
  - 2016.07~2018.03: 제9대 서울특별시의회 후반기 운영위원회 위원장
- 2016.08~2018.05: 더불어민주당 추미애 당대표 특보단 경제특보
- 2016.08~2018.05: 더불어민주당 정책위원회 부의장
- 2016.08~2018.05: 더불어민주당 중앙당 부대변인
- 2017.04~2017.05: 제19대 대통령 선거 더불어민주당 문재인 대통령 후보 조직특보
- 2018.07~2022.06: 제9대 서울특별시 광진구청장(민선 7기, 더불어민주당, 초선)
- 2019~2020: 대통령소속 자치분권위원회 정책자문위원
- 2024.01~2024.02: 제22대 국회의원 선거 서울 광진구 갑 더불어민주당 국회의원 예비후보

## 수상
- 2010년 한국 매니페스토 실천본부 '지방의원 약속대상' 최우수상
- 2011년 한국 매니페스토 실천본부 '지방의원 약속대상' 대상
- 2012년 한국 매니페스토 실천본부 '지방의원 약속대상' 최우수상
- 2013년 한국 매니페스토 실천본부 '지방의원 약속대상' 최우수상
- 2014년 한국 매니페스토 실천본부 '지방의원 약속대상' 우수상
- 2015년 한국 매니페스토 실천본부 '지방의원 약속대상' 최우수상
- 2016년 한국 매니페스토 실천본부 '지방의원 약속대상' 최우수상
- 2017년 한국 매니페스토 실천본부 '지방의원 약속대상' 우수상
- 2013년 대한민국 재향군인회 공로휘장
- 2014년 대한민국 공정사회발전대상, '국회지방자치발전특별위원회 위원장상'
- 2015년 수도권일보와 시사뉴스 주최 '행정사무감사 우수의원'
- 2016년 '2016 자랑스런대한국민大賞' 지방의정부문
- 2016년 서울사회복지대상
- 2017년 지구촌희망펜상 의정대상
- 2017년 제19대 대통령선거 1급포상 표창
- 2017년 지방자치 의정대상
- 2018년 제6회 지방의원 우수의정대상
- 2018년 2018 지방자치 행정·의정·경영 대상
- 2019년 제2회 내 삶을 바꾸는 깨알정책 대상
- 2019년 2019 매니페스토 우수사례 경진대회 우수상
- 2019년 2019 한국을 빛낸 사랑스런 한국인 대상
- 2020년 대한민국 헌정대상

## 저서
- 서울, 사회적 경제에서 희망찾기
- 50플러스세대 인생 제2막을 사는 법
- 50이후, 어떻게 살 것인가?(개정판)

## 역대 선거 결과
|  | 37.68% |

|  | 59.62% |

|  | 48.87% |

|  | 33.74% |

|  | 58.29% |

|  | 53.95% |

|  | 65.92% |

|  | 48.79% |